# Az üvegbalerina (Lost)
2006. október 18-án került először adásba az amerikai ABC csatornán a sorozat 49-edik részeként. Jeff Pinkner és Drew Goddard írta, és Paul Edwards rendezte. Az epizód középpontjában Jin-Soo Kwon és Sun-Hwa Kwon áll.

## Ismertető
|  | Alább a cselekmény részletei következnek! |

### Visszaemlékezések
Kislánykorában, Sun véletlenül összetöri apja igen értékes üvegballerináját. Miután Paik úr megtalálja annak darabjait, kérdőre vonja Sunt, ő tette-e. Sun azt hazudja, a cseléd volt. Apja azt mondja, ha ez valóban igaz, ki kell hogy rúgja a cselédet. Sun ennek ellenére sem mondja el az igazságot.
Sun felnőttként sem mindig őszinte. Férje, Jin tudta nélkül összejárogat korábbi szerelmével, Jae Lee-vel. Egyik alkalommal Sun apja rajtakapja őket.
Mr. Paik magához rendeli Jint. Arra utasítja, hogy ölje meg Jae Lee-t, mivel meglopta és megszégyenítette. Arról azonban nem beszél, mit tett Sunnal. Jin nem hajlandó embert ölni, ezért inkább felmond. Mr. Paik-nek végül mégis sikerül rábeszélnie őt, hogy tegye meg. Jin, miután hazaért, elmondja Sun-nak, hogy az apja most szólította őt először „fiam”-nak, ugyanis át akar adatni vele egy üzenetet. Sun arra kéri őt, ne tegye meg, de Jin nem hallgat rá. Elmegy a szállodába, ahol alaposan összeveri Jae Lee-t, majd egy fegyvert szorít a fejéhez. Jae Lee bocsánatért könyörög. Jin életben hagyja, de csak azzal a feltétellel, hogy elhagyja az országot, és teljesen új életet kezd. Jin éppen távozna a szállodából, amikor egy férfi zuhan a kocsijára. Jae Lee az; öngyilkos lett. Jin meglátja a kezében Sun gyöngy nyakláncát, melyet korábban Jae Lee adott neki.
Sun a temetésen végső búcsút vesz Jae-től. Apja is jelen van, és mikor észreveszi Sunt hazaparancsolja Jinhez. Mielőtt elmegy, Sun megkérdezi apját, elmondja-e Jinnek, mit tett. Apja azt feleli: „az nem az én dolgom”.

### Valós idejű történések
Jin aggódik Sun miatt, aki a terhessége miatt nincs túl jól. Úgy gondolja, ideje lenne visszamenni a táborba, mivel már több mint egy napja rakták a tüzet. Nem tartja valószínűnek, hogy Jack és a többiek jönnének. Sayid nem akar elhajózni, mert úgy gondolja, Jack még mindig számít a jelére. Azt mondja, meglehet, hogy a hegyektől nem látják a füstöt, ezért előrébb kell hajózniuk, és raknuk kell egy új jelzőtüzet. Jin nem hajlandó továbbvezetni a hajót, és Sunra is megharagszik, amiért támogatja Sayid tervét. Sun azt mondja, hogy ha a férje nem viszi tovább a vitorlást, ő megteszi.
Miután levest visz Jacknek, Juliet felkeresi Bent, hogy beszéljen vele. Ám ekkor megérkezik Colleen. Rossz híre van Ben számára: habár Sayid megtalálta az álfalut, kiderült, hogy van egy vitorlásuk, amivel akár rájuk is találhatnak. Ben egy órát ad Colleen-nek, hogy összeszedjen egy csapatot, akikkel megszerzi a hajót.
Kate-et és Sawyert elviszik követ törni egy kőfejtőbe. Kate nem hajlandó dolgozni, amíg nem látja Jacket. A „Többiek” egyike, Danny sokkolja Sawyert, ily módon véve rá Kate-et a munkára.

Sayid a második jelzőtüzet készíti elő

Sayid egy stéget lát a távcsövön keresztül. Azt hazudja Jin-nek és Sun-nak, hogy a stég már nagyon régi és elhagyatott, így bizonyára senki sincs a közelben, aki veszélyt jelentene rájuk. Úgy dönt itt fognak kikötni, és tüzet rakni. Sun rájön, hogy Sayid hazudik nekik. Sayid bevallja, hogy a stég valójában nem elhagyatott, friss nyomok vannak körülötte. Biztos benne, hogy Jackéket foglyul ejtették. Azért akar jelzőtüzet gyújtani, hogy a „Többiek” felderítőcsapatot küldjenek, és ő túszként használja őket Jackért, Kate-ért és Sawyer-ért cserébe. Sayid arra kéri Sunt, hogy hazudjon Jin-nek.
Rousseau lánya, Alex, titokban felkeresi a munkára kényszerített Kate-et. A barátja, Karl felől érdeklődik, de Kate nem látta őt.
Jin fegyvert kér Sayid-tól, mert tudja, hogy Sunnal együtt hazudnak neki. Azt mondja Sunnak, hogy jobban ért angolul, mint azt hinné. Sayid ad egy pisztolyt Jinnek, majd a biztonság érdekében visszaküldi Sunt a vitorlásra. Elmondja neki, hogy ha a „Többiek” átjutnának rajtuk, akkor van még egy fegyver a konyhapult alatt.
Sawyer munka közben megcsókolja Kate-et. Danny azonnal észreveszi, és egy fegyverrel hátbavágja őt. Sawyer verekedni kezd vele, de Juliet fegyvert fog Kate-re, így kénytelen abbahagyni. Danny ezúttal a korábbinál jóval erősebben sokkolja őt.
Jin és Sayid egy fáról figyelik, hogy jön-e valaki, ám a „Többiek” már a hajón vannak. Sun meghallja lépéseik hangját, és magához veszi a pisztolyt. Szembetalálkozik Colleen-nel. Fegyvert fog rá, és azzal fenyegeti, hogy lelövi. Colleen azt mondja, rosszul tenné, mert nem ők az ellenség. „Ismerlek téged Sun-Hwa Kwon, és tudom, hogy nem vagy gyilkos” – mondja. Ám amikor közeledni próbál, Sun nem habozik, és rálő. Colleen egy társa észreveszi, mit tett, és lőni kezd rá. Sayid és Jin meghallják a lövéseket a vitorlásról, ezért menten odarohannak. Sun menekülni próbál, de Tom észreveszi, így kénytelen a vízbe ugrani. Jin utánaúszik, majd kiviszi a partra. Ezalatt a „Többiek” távoznak a sikeresen megszerzett hajóval. Sayid később bocsánatot kér Suntól, amiért belerángatta mindebbe. Arra kéri, mondja meg Jin-nek, hogy legközelebb hallgatni fog rá. Ezután, gyalog indulnak vissza a táborba.
Sawyer és Kate, miután visszazárták őket ketreceikbe, azt tervezgetik, hogy fogják elintézni „Őket”, s hogyan szöknek meg. Nem is sejtik, hogy Ben a kamerarendszer segítségével mindent lát és mindent hall.
Ben meglátogatja Jacket, és megpróbál beszélgetni vele. Arra kéri, változtasson a róluk kialakult véleményén. Hogy ezt elősegítse, tisztességesen bemutatkozik. „A nevem Benjamin Linus, és egész életemben ezen a szigeten éltem” – mondja. Azt ígéri Jacknek, hogy ha elég türelmes lesz, egy nap még hazajuthat. Elmondja, hogy van kapcsolatuk a külvilággal, és tudja, hogy George W. Bush-t az amerikai nemzet újraválasztotta. Tudja, hogy Christopher Reeve eltávozott. És tudja, hogy a Red Sox megnyerte a világkupát. Jack nem hisz a szemének, amikor Ben egy videófelvétellel bizonyítja, hogy igazat beszél.
|  | Itt a vége a cselekmény részletezésének! |